# Funhouse (singel)
„Funhouse” – utwór napisany przez Pink, Tony’ego Kanala (basistę zespołu No Doubt) i Jimmy’ego Harry’ego, zawarty na albumie Pink pod tym samym tytułem; jednocześnie czwarty (piąty w Australii i Nowej Zelandii) singel promujący płytę.

## Tło
Na swojej oficjalnej stronie internetowej Pink wyjaśniła, o czym traktuje utwór „Funhouse”: „Gdy pudełko, w którego wnętrzu się znajdujesz, już nie spełnia swojej funkcji, spal to gówno i spraw sobie nowe”.

## Zawartość singla
1. „Funhouse” (Album Version) − 3:27
2. „Funhouse” (Digital Dog Remix) − 5:57

## Teledysk
Do utworu zrealizowano wideoklip. Jego światowa premiera miała miejsce 20 czerwca 2009 roku na antenie brytyjskiej stacji muzycznej 4music. Tony Kanal, twórca tekstu do utworu i jego producent, wystąpił w klipie w charakterze pianisty. Pink z kolei przechadza się wokół zniszczonego, płonącego domu na odludziu pełnego strasznie i dziwnie poubieranych klaunów. Pod koniec teledysku zakłada czarną kurtkę, wsiada na motocykl i odjeżdża z opuszczonego miasteczka.

## Pozycje na listach przebojów

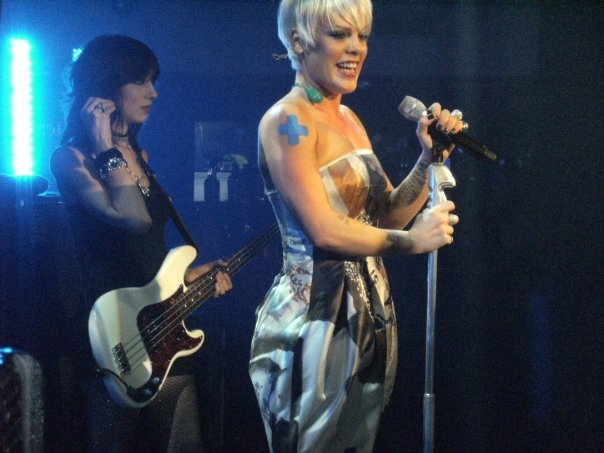
Pink wykonuje utwór „Funhouse” podczas koncertu.

| Notowanie (2009)                        | Najwyższa pozycja |
| --------------------------------------- | ----------------- |
| Australian Singles Chart                | 6                 |
| Austria Top 40                          | 7                 |
| Belgian Singles Chart (Flandria)        | 22                |
| Belgian Singles Chart (Region Waloński) | 39                |
| Canadian Hot 100                        | 21                |
| Danish Singles Chart                    | 32                |
| Dutch Mega Single Top 100               | 54                |
| European Hot 100                        | 10                |
| French Digital Singles Chart            | 32                |
| German Singles Chart                    | 16                |
| Hungarian Airplay Chart                 | 6                 |
| Irish Singles Chart                     | 26                |
| New Zealand Singles Chart               | 15                |
| Polish Airplay Chart                    | 3                 |
| Swedish Singles Chart                   | 55                |
| Swiss Singles Chart                     | 8                 |
| Turkey Top 20 Chart                     | 12                |
| UK Singles Chart                        | 29                |
| U.S. Billboard Hot 100                  | 44                |

| Podsumowanie roku 2009            | Pozycja | Tygodnie na liście |
| --------------------------------- | ------- | ------------------ |
| Australian ARIA End of Year Chart | 54      | ?                  |